# Suqian
Suqian (xinès simplificat: 宿迁; xinès tradicional: 宿遷; pinyin: Sùqiān) és una ciutat a nivell de prefectura al nord de la província de Jiangsu, a la Xina. Limita amb Xuzhou al nord-oest, Lianyungang al nord-est, Huai'an al sud i la província d'Anhui a l'oest.

## Història
Es deia que Suqian era on es trobava un magatzem de gra militar construït quan regnava l'emperador Yuan de Jin. Així, l'antic comtat de Xiaxiang on es trobava el magatzem va ser rebatejat com Suyu (宿預; que significa "preparat" o "normalment preparat") l'any 405. Aleshores, el comtat va ser annexat per Xuzhou i rebatejat com a Suqian el 762 a causa de l'homòfon "yu (豫)", ja que el nom de pila de l'emperador Daizong de Tang es va considerar inefable. El comtat va ser sotmès a la jurisdicció de la prefectura militar de Huaiyang durant la dinastia Song, i després va ser traslladat a Pizhou després que la dinastía Jin dels Jurchen el va prendre. El comtat va ser administrat per la prefectura militar de Huai'an durant 1272–75, però després es va restaurar com a part de Pizhou. Va ser annexat de nou per Xuzhou el 1733.

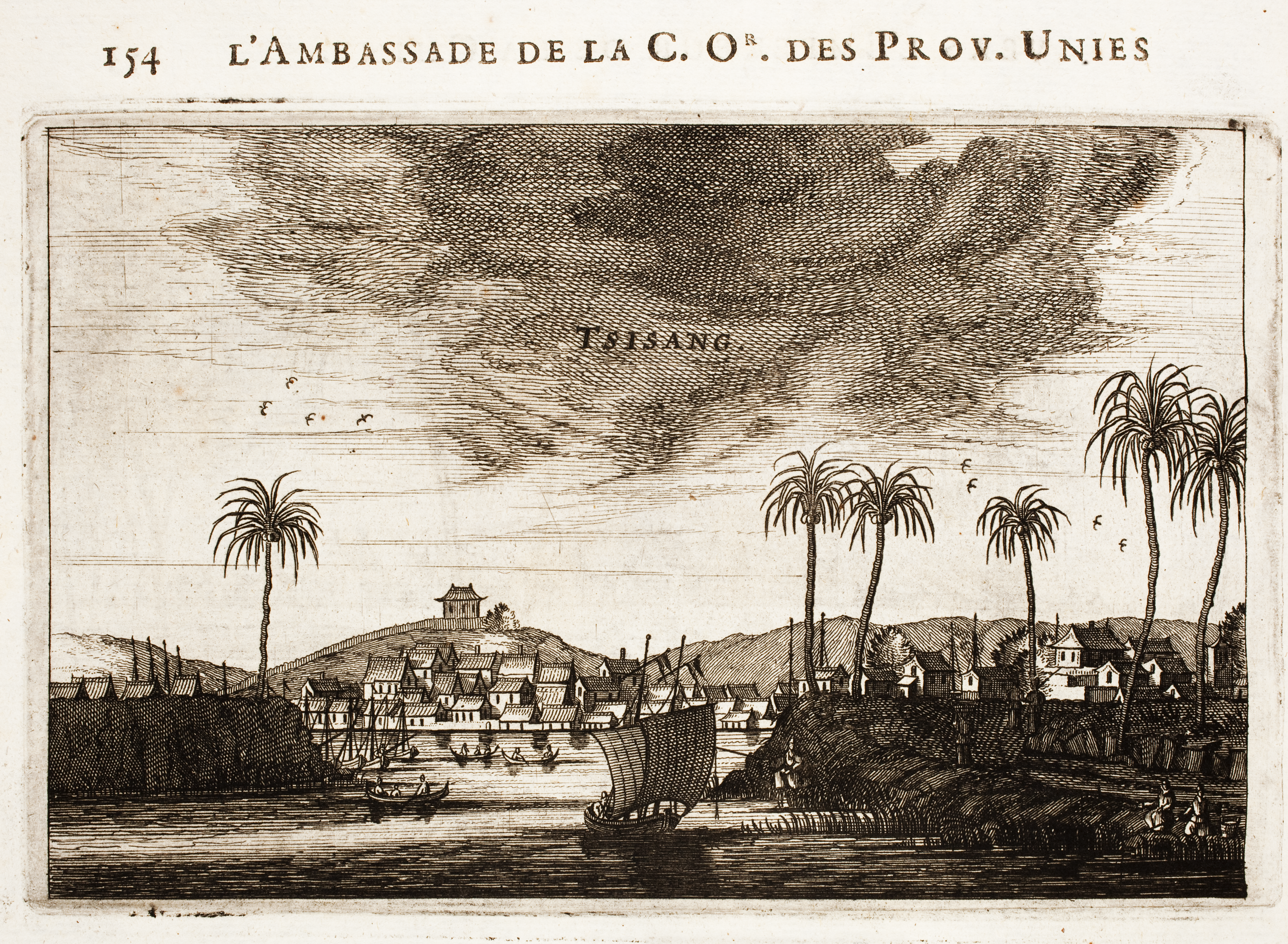
"Tissang" (Suqian). Nieuhof: L'ambassade de la Compagnie Orientale des Provinces Unies vers l'Empereur de la Chine, 1665.

La zona va estar plena de bandolerisme durant els primers anys de la República de la Xina. A la tardor de 1917, sis persones van ser executades com a bandits a Suqian: "Es van tallar els braços, els van trencar les cames, els van tallar les orelles, els van treure els ulls, els van descollar, després els van tallar el cap i finalment els van tallar el cor." Suqian va ser posat sota la jurisdicció de Huaiyin a 1934. El comtat es va convertir com a ciutat a nivell de comtat el 1987, i l'any 1996 va ser elevada a l'estatus de prefectura.

## Administració
La ciutat prefectura de Suqian es divideix en 2 districtes i 3 comtats.
- Districte de Sucheng (숙성구)
- Districte de Suyu (宿豫区)
- Comtat de Shuyang (沭阳县)
- Comtat de Siyang (泗阳县)
- Comtat de Sihong (泗洪县)

Que a la vegada es divideixen en 115 municipis, incloent 111 pobles i 4 subdistrites.